# Amerykańskie Towarzystwo Medyczne
Amerykańskie Towarzystwo Medyczne, AMA (ang. American Medical Association) – towarzystwo naukowe lekarzy ze Stanów Zjednoczonych, założone w 1847.
W 2011 miało około 200 000 członków, liczba ta jednak gwałtownie maleje (w 2010 o 12 000). Wydaje Journal of the American Medical Association, który ma szósty pięcioletni wskaźnik Hirscha wśród wszystkich czasopism medycznych.

## Prezesi[3]
- Nathaniel Chapman 1847–48
- Alexander H. Stevens 1848–49
- John Collins Warren 1849–50
- Reuben D. Mussey 1850–51
- James Moultrie 1851–52
- Beverly R. Wellford 1852–53
- Jonathan Knight 1853–54
- Charles A. Pope 1854–55
- George B. Wood 1855–56
- Zina Pitcher 1856–57
- Paul F. Eve 1857–58
- Harvey Lindsly 1858–59
- Henry Miller 1859–60
- Eli Ives 1860–61
- Alden March 1863–64
- Nathan Smith Davis 1864–65
- Nathan Smith Davis 1865–66
- D. Humphreys Storer 1866–67
- Henry F. Askew 1867–68
- Samuel D. Gross 1868–69
- William O. Baldwin 1869–70
- George Mendenhall 1870–71
- Alfred Stillé 1871–72
- D.W. Yandell 1872–73
- Thomas M. Logan 1873–74
- Joseph M. Toner 1874–75
- W.K. Bowling 1875–76
- J. Marion Sims 1876–77
- Henry I. Bowditch 1877–78
- T.G. Richardson 1878–79
- Theophilus Parvin 1879–80
- Lewis Sayre 1880–81
- John T. Hodgen 1881–82
- J.J. Woodward 1882–83
- John L. Atlee 1883–84
- Austin Flint 1884–85
- H.F. Campbell 1885–86
- William Brodie 1886–87
- E.H. Gregory 1887–88
- Y.P. Garnett 1888–89
- W.W. Dawson 1889–80
- E.M. Moore 1890–91
- W.T. Briggs 1891–92
- H.O. Marcy 1892–93
- Hunter McGuire 1893–94
- James F. Hibberd 1894–95
- Donald MacLean 1985–96
- R. Beverly Cole 1896–97
- Nicholas Senn 1897–98
- George Miller Sternberg 1898–99
- J.M. Mathews 1899–1900
- W.W. Keen 1900–01
- C.A.L. Reed 1901–02
- John Allan Wyeth 1902–03
- Frank Billings 1903–04
- J.H. Musser 1904–05
- L.S. McMurthy 1905–06
- William James Mayo 1906–07
- Joseph D. Bryant 1907–08
- H.L. Burrell 1908–09
- William C. Gorgas 1909–10
- William H. Welch 1910–11
- John Benjamin Murphy 1911–12
- Abraham Jacobi 1912–13
- John A. Witherspoon 1913–14
- Victor C. Vaughan 1914–15
- William L. Rodman1915
- Albert Vander Veer 1915–16
- Rupert Blue 1916–17
- Charles Horace Mayo 1917–18
- Arthur D. Bevan 1918–19
- Alexander Lambert 1919–20
- William C. Braisted 1920–21
- Hubert Work 1921–22
- George de Schweinitz 1922–23
- Ray Lyman Wilbur 1923–24
- William Allen Pusey 1924–25
- William D. Haggard 1925–26
- Wendell C. Phillips 1926–27
- Jabez N. Jackson 1927–28
- William W. Thayer 1928–29
- Malcolm L. Harris 1929–30
- William Gerry Morgan 1930–31
- E. Starr Judd 1931–32
- Edward H. Cary 1932–33
- Dean D. Lewis 1933–34
- Walter L. Bierring 1934–35
- James S. McLester 1935–36
- James Tate Mason1936
- Charles Gordon Heyd 1936–37
- J.H.J. Upham 1937–38
- Irvin Abell 1938–39
- Rock Sleyster 1939–40
- Nathan B. Van Etten 1940–41
- Frank H. Lahey 1941–42
- Fred W. Rankin 1942–43
- James E. Paullin 1943–44
- Herman L. Kretschmer 1944–45
- Roger I. Lee 1945–46
- H.H. Shoulders 1946–47
- Edward L. Bortz 1947–48
- Roscoe L. Sensenich 1948–49
- Ernest E. Irons 1949–50
- Elmer L. Henderson 1950–51
- John W. Cline 1951–52
- Louis H. Bauer 1952–53
- Edward J. McCormick 1953–54
- Walter B. Martin 1954–55
- Elmer Hess 1955–56
- Dwight H. Murray 1956–57
- David B. Allman 1957–58
- Gunnar Gundersen 1958–59
- Louis M. Orr 1959–60
- E. Vincent Askey 1960–61
- Leonard W. Larson 1961–62
- George M. Fister 1962–63
- Edward R. Annis 1963–64
- Norman A. Welch1964
- Donovan F. Ward 1964–65
- James Z. Appel 1965–66
- Charles L. Hudson 1966–67
- Milford O. Rouse 1967–68
- Dwight Locke Wilbur 1968–69
- Gerald D. Dorman 1969–70
- W.C. Bornemeier 1970–71
- Wesley W. Hall 1971–72
- C.A. Hoffman 1972–72
- Russell B. Roth 1973–74
- Malcolm C.Todd 1974–75
- Max H. Parrott 1975–76
- Richard E. Palmer 1976–77
- John H. Budd 1977–78
- Thomas E. Nesbitt 1978–79
- Hoyt D. Gardner 1979–80
- Robert B. Hunter 1980–81
- Danial T. Cloud 1981–82
- William Y. Rial 1982–83
- Frank J. Jirka Jr. 1983–83
- Joseph F. Boyle 1984–85
- Harrison L. Rogers Jr. 1985–85
- John J. Coury Jr. 1986–86
- William S. Hotchkiss 1987–88
- James E. Davis 1988–89
- Alan R. Nelson 1989–90
- C. John Tupper 1990–91
- John J. Ring 1991–92
- John L. Clowe 1992–93
- Joseph T. Painter 1993–94
- Robert E. McAfee 1994–95
- Lonnie R. Bristow 1995–96
- Daniel H. Johnson Jr. 1996–96
- Percy Wootton 1997–98
- Nancy Dickey 1998–99
- Thomas Reardon 1999–2000
- Randolph D. Smoak Jr. 2000–00
- Richard F. Corlin 2001–02
- Yank D. Coble Jr. 2002–02
- Donald J. Palmisano 2003–04
- John C. Nelson 2004–05
- J. Edward Hill 2005–06
- William G. Plested III 2006–06
- Ronald M. Davis 2007–08
- Nancy H. Nielsen 2008–09
- J. James Rohack 2009–10
- Cecil B. Wilson 2010–11
- Peter W. Carmel 2011–12
- Jeremy A. Lazarus 2012–13
- Ardis Dee Hoven 2013–14
- Robert M. Wah 2014–15
- Steven J. Stack 2015–16